# Ecpetala fasciata
Ecpetala fasciata är en fjärilsart som beskrevs av Louis Beethoven Prout 1935. Ecpetala fasciata ingår i släktet Ecpetala och familjen mätare. Inga underarter finns listade i Catalogue of Life.